# Gregg Henry
Gregg Lee Henry (ur. 6 maja 1952 w Lakewood) – amerykański aktor charakterystyczny, wokalista i autor tekstów, muzyk rockowy, bluesowy i country.
Odtwórca roli skazanego seryjnego mordercy Dennisa Radera w wyprodukowanym dla telewizji CBS biograficznym dramacie kryminalnym Polowanie na potwora (The Hunt for the BTK Killer, 2005). Współpracował przez lata z Brianem De Palmą występując w jego sześciu filmach: Człowiek z blizną (Scarface, 1983), Świadek mimo woli (Body Double, 1984), Ofiary wojny (Casualties of War, 1989), Mój brat Kain (Raising Cain, 1992), Femme Fatale (2002) i Czarna Dalia (The Black Dahlia, 2006). Stworzył czarny charakter w dreszczowcu Briana Helgelanda Godzina zemsty (Payback, 1999) u boku Mela Gibsona.

## Życiorys

### Wczesne lata
Urodził się w Lakewood w stanie Kolorado. Studiował aktorstwo na University of Washington w Seattle. Bezpośrednio po ukończeniu studiów przeniósł się do Los Angeles, aby mógł w pełni skoncentrować się na aktorstwie i muzyce popularnej. 

### Kariera teatralna
Grał w zespole przez trzy lub cztery miesiące i pracował jako adept w teatrze Old Globe w San Diego. Grał Orlanda de Boisa w komedii Williama Szekspira Jak wam się podoba, Kasjusza w Otellu i mniejsze role, zarabiając 65 dolarów tygodniowo. Zdobył trzynaście nagród Drama-Logue Award, w tym w 1983 za wybitne osiągnięcie – Wspomnienie Bożego Narodzenia (A Christmas Memory) w Mark Taper Forum i w produkcji Sundays at the Itchey Foot w Los Angeles, a także otrzymał nagrodę magazynu „LA Weekly” oraz Los Angeles Drama Critics Circle Award za swoją pracę sceniczną. 
W 1998 na scenie Matrix Theatre w West Hollywood wystąpił w roli Randalla w sztuce The Water Children, a w 2000 na deskach South Coast Repertory Theater w Los Angeles zagrał w spektaklu Edukacja Randy’ego Newmana (The Education of Randy Newman). W 2006 napisał muzykę i teksty do musicalu Mały Egipt. 
W 2017 powrócił na scenę w roli Juliusza Cezara w spektaklu Juliusz Cezar w Central Park.

### Kariera ekranowa
Jego telewizyjnym debiutem była rola Wesleya Jordache’a, syna Toma (Nick Nolte) w miniserialu ABC Pogoda dla bogaczy (Rich Man, Poor Man - Book II, 1976–1977), za którą otrzymywał 1500 dolarów tygodniowo. Na kinowy ekran trafił po raz pierwszy jako włóczęga śpiewak country Paul Ramsey w dramacie sensacyjnym Mean Dog Blues (1978). Pojawił się gościnnie w serialach: sitcomie ABC Statek miłości (The Love Boat, 1983), detektywistycznym NBC Remington Steele (1984), lotniczym CBS Airwolf (1984), kryminalnym ABC Na wariackich papierach (Moonlighting, 1985) i operze mydlanej CBS Falcon Crest (1988). W serialu kryminalnym CBS Napisała: Morderstwo (1985–1996) z Angelą Lansbury zagrał sześć różnych postaci w siedmiu gościnnych występach. 
W telewizyjnej komedii biograficznej HBO Prawdziwe przygody mamy morderczyni (The Positively True Adventures of the Alleged Texas Cheerleader-Murdering Mom, 1993) w reż. Michaela Ritchie wystąpił jako Tony Harper, brat Terry’ego (Beau Bridges) i były mąż tytułowej morderczyni (Holly Hunter). Można go było zobaczyć w serialach: NBC JAG – Wojskowe Biuro Śledcze (JAG, 1995), CBS Kryminalne zagadki Las Vegas (CSI: Crime Scene Investigation, 2001) i CBS Kryminalne zagadki Miami (CSI: Miami, 2006). W drugim sezonie serialu sensacyjnego stacji Fox 24 godziny (24, 2003) jako Jonathan Wallace został uśmiercony, zmuszając protagonistę Jacka Bauera (Kiefer Sutherland) do wcięcia się w klatkę piersiową w celu odzyskania chirurgicznie wszczepionego chipa informacyjnego. W serialu Warner Bros. Kochane kłopoty (Gilmore Girls, 2005–2007) zagrał magnata prasowego Mitchuma Huntzbergera, ojca chłopaka Rory (Alexis Bledel), Logana (Matt Czuchry).
W serialu stacji FX zatytułowanym The Ri¢hes (Bogactwa, 2007–2008) wcielił się w postać chciwego biznesmena Hugh Panettę, który uzyskał większą część swojego majątku przez swoje przebiegłe plany i schematy; w serii śpiewa i gra na pianinie jedną z piosenek, którą skomponował. Od 28 czerwca 2009 do 4 grudnia 2011 występował w roli Mike’a Hunta w serialu komediowym HBO Wyposażony (Hung) z Thomasem Jane. W serialu kryminalnym AMC Dochodzenie (2013–2014) grał rolę weterana policyjnego detektywa Carla Reddicka. W serialu ABC Skandal (Scandal, 2012–2017) wystąpił jako Hollis Doyle, lobbysta firmy energetycznej z siedzibą w Teksasie i kandydat na prezydenta Stanów Zjednoczonych w wyborach prezydenckich w 2016.

### Kariera muzyczna
W 2003 napisał tekst do przeboju country Dwighta Yoakama „The Back Of Your Hand”. Nagrał trzy albumy: Gregg Lee Henry (2004), Gregg Lee Henry II i You the One. 

## Życie prywatne
Ożenił się z reżyserką teatralną Lisą James. Zamieszkali w Los Angeles.

## Filmografia

### Filmy
- 1983: Człowiek z blizną (Scarface) jako Charles Goodson
- 1984: Świadek mimo woli (Body Double) jako Sam Bouchard
- 1992: Mój brat Kain (Raising Cain) jako porucznik Terri
- 1998: Star Trek: Rebelia (Star Trek: Insurrection) jako Gallatin
- 1999: Godzina zemsty (Payback) jako Val Resnick
- 2002: Femme Fatale jako Shiff
- 2005: Zabójczy wdzięk (Heartless) jako porucznik Russ Carter
- 2006: Robale (Slither) jako Jack MacReady
- 2006: Czarna Dalia (The Black Dahlia) jako Pete Lukins
- 2014: Lizzie Borden Took an Ax (TV) jako Hosea M. Knowlton

### Seriale TV
- 1976-77: Pogoda dla bogaczy (Rich Man, Poor Man - Book II) jako Wesley Jordache
- 1983: Statek miłości (The Love Boat)
- 1984: Airwolf jako Robert Villers
- 1984: Remington Steele jako Charly Thomas
- 1985: Na wariackich papierach (Moonlighting) jako Paul McCain
- 1987: Magnum (Magnum, P.I.) jako William Keyes
- 1988: Falcon Crest jako Thom Dower
- 1994: Strażnik Teksasu (Walker, Texas Ranger) jako Reid Stedler
- 1995: JAG – Wojskowe Biuro Śledcze (JAG) jako kapitan Reed
- 1996: Kameleon (The Pretender) jako Peter Morgan
- 2001: Boston Public jako detektyw McGill
- 2001: Kryminalne zagadki Las Vegas (CSI: Crime Scene Investigation) jako agent specjalny Rick
- 2002: Boston Public jako detektyw McGill
- 2003: Star Trek: Enterprise jako Zho'Kaan
- 2003: 24 godziny (24) jako Jonathan Wallace
- 2005-2007: Kochane kłopoty (Gilmore Girls) jako Mitchum Huntzberger
- 2006: Kryminalne zagadki Miami (CSI: Miami) jako William Preston
- 2008: Ostry dyżur (ER) jako oficer Mark Downey
- 2009: Wzór (Numb3rs) jako Pete Fox
- 2009: Castle jako Winston Wellesley
- 2009: Glee jako Russell Fabray
- 2010: Chirurdzy (Grey's Anatomy) jako dr Gracie